# Нота (музика)
Вижте пояснителната страница за други значения на нота.
Музикалната нота е графичен символ за означаване на музикален тон.

## Ноти според времетраенето
Нотите и съответните им паузи според своето времетраене биват:
| Нота | Пауза | Име на нотата и на паузата | Времетраене               | Знак                             | На петолинието |
| ---- | ----- | -------------------------- | ------------------------- | -------------------------------- | -------------- |
|      |       |                            | Осморна                   | {\displaystyle 8}                |                |
|      |       |                            | Четворна                  | {\displaystyle 4}                |                |
|      |       |                            | Двойна                    | {\displaystyle 2}                |                |
|      |       |                            | Цяла                      | {\displaystyle 1}                |                |
|      |       |                            | Половина                  | {\displaystyle {\frac {1}{2}}}   |                |
|      |       |                            | Четвъртина                | {\displaystyle {\frac {1}{4}}}   |                |
|      |       |                            | Осмина                    | {\displaystyle {\frac {1}{8}}}   |                |
|      |       |                            | Шестнадесетина            | {\displaystyle {\frac {1}{16}}}  |                |
|      |       |                            | Тридесет и вторина        | {\displaystyle {\frac {1}{32}}}  |                |
|      |       |                            | Шестдесет и четвъртина    | {\displaystyle {\frac {1}{64}}}  |                |
|      |       |                            | Сто двадесет и осмина     | {\displaystyle {\frac {1}{128}}} |                |
|      |       |                            | Двеста петдесет и шестина | {\displaystyle {\frac {1}{256}}} |                |

Поставени в система, нотите показват дължината и височината на тона. Цялата нота се равнява по дължина на 2 половинки, 2 четвъртинки са равни на половинка и т.н.
Последователните ноти могат да бъдат свързани с лигатура. Нотите се записват на петолиние. За пръв път петолинието в днешния му вид е било използвано още през 11 век.
Комплексните музикални произведения се записват в партитури, показващи партиите на отделните музикални инструменти и определят реда им.

## Пентатоника
Пентатоника се нарича диатонична система от пет тона, отстоящи на чисти квинти един от друг През древността във Велика Армения е ползвана пентатоника, състояща се от до, ре, фа, сол и ла.

## Хептатоника
В хептатоничната система има седем ноти: до, ре, ми, фа, сол, ла и си, които се разпределят според височината на тона на 9 октави при традиционното 88-клавишно пиано. Вид на първа октава:
|  |  | C  | D  | E  | F  | G   | A  | B  | C  |
|  |  |    |    |    |    |     |    |    |    |
|  |  | до | ре | ми | фа | сол | ла | си | до |

## Наименования на нотите
Слоговите наименования на шест от тоновете са въведени през 10 – 11 век от Гуидо д'Арецо. Те представляват началните срички от първите шест стиха на химна за Св. Йоан Кръстител Ut Queant Laxis, популярен по това време, чрез който певците молят да бъдат предпазени гласовете им (нотата „до“ тогава се е наричала „ут“).
| Наименования | Наименования | Стих            |
| Буквени      | Слогови      | Стих            |
| C            | до           | Ut queant laxis |
| D            | ре           | resonare fibris |
| E            | ми           | Mira gestorum   |
| F            | фа           | famuli tuorum,  |
| G            | сол          | Solve polluti,  |
| A            | ла           | labii reatum,   |
| B (или H)    | си           | Sancte Ioannes. |

Няколко века по-късно ут е било заменено с до (най-вероятно от латинската дума Dominus – Господар; Дж. Дони, около 1540 г.) и е добавена седмата нота си (съкращение от „Sanctus Ioannus“; Х. Валрант, около 1574 г.).